# Cytospora dubyi
Cytospora dubyi är en svampart som beskrevs av Sacc. 1884. Cytospora dubyi ingår i släktet Cytospora och familjen Valsaceae.   Inga underarter finns listade i Catalogue of Life.